# 纳宫神社
纳宫神社（英語：Nagore Dargah）是一位位于新加坡的宗教场所。

## 历史

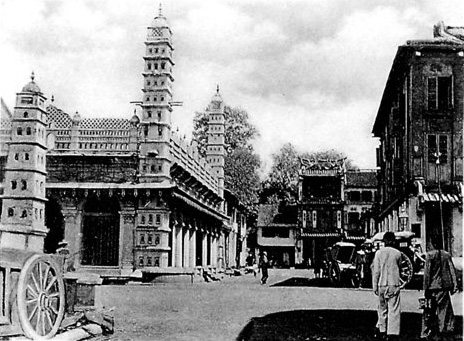
19世纪末20世纪初

由1828年至1830年来自印度南部的穆斯林修建，1974年被列入新加坡国家古迹。1990年代曾因为担心建筑结构损毁而一度关闭，2007年1月启动修复工作，将其改造为印度穆斯林文化中心。

## 延伸阅读
- , Preservation of Monuments Board, 2010, （原始内容存档于16 June 2013）.
- Cornelius-Takahama, Vernon; Tan, Joanna, , Singapore Infopedia, National Library Board, 2010, （原始内容存档于26 April 2012）.